# Buchanan Street
Pour les articles homonymes, voir Buchanan Township.
Buchanan Street est une rue de Glasgow.

## Situation et accès
Elle forme avec Sauchiehall Street et Argyle Street le principal ensemble commerçant et piéton du centre ville.

## Origine du nom Buchanan
Buchanan viens du baron de tabac Andrew Buchanan

## Bâtiments remarquables et lieux de mémoire
cette endroit historique est a Glasgow en Ecosse c est un lieux commerciale très connu même le plus connu de Glasgow 